# Domašín
Domašín (en allemand : Tomitschan) est une commune du district de Chomutov, dans la région d'Ústí nad Labem, en Tchéquie. Sa population s'élevait à 191 habitants en 2021.

## Géographie
Domašín se trouve à 18 km au sud-ouest de Chomutov, à 68 km au sud-ouest d'Ústí nad Labem et à 98 km au nord-ouest de Prague.
La commune est limitée par Kryštofovy Hamry au nord, par Výsluní au nord-est, par Klášterec nad Ohří à l'est, au sud et au sud-ouest, et par Měděnec à l'ouest.

## Histoire
La première mention écrite du village date de 1431.

## Administration
La commune se compose de quatre quartiers :
- Domašín
- Louchov
- Nová Víska
- Petlery

## Transports
Par la route, Domašín se trouve à 7 km de Klášterec nad Ohří, à 23 km de Chomutov, à 86 km d'Ústí nad Labem et à 118 km de Prague.